# دیوید بیتی
دیوید بیتی،ارل بیتی یکُم (انگلیسی: David Beatty, 1st Earl Beatty; ۱۷ ژانویهٔ ۱۸۷۱ – ۱۲ مارس ۱۹۳۶) افسر نیروی دریایی پادشاهی بریتانیا بود. پس از خدمت در جنگ مهدی و سپس پاسخ به شورش بوکسورها، او فرماندهی ناوگان رزم‌ناو را در نبرد جوتلند در سال ۱۹۱۶ بر عهده داشت، نبردی که از نظر تاکتیکی غیرقابل تعیین بود و پس از آن رویکرد تهاجمی او با احتیاط فرمانده‌اش دریاسالار سر جان جلیکو در تضاد قرار گرفت. او به خاطر این اظهارنظرش در جوتلند که «به نظر می‌رسد امروز مشکلی در کشتی‌های خونین ما وجود دارد»، پس از انفجار دو فروند از آنها، به یاد آورده می‌شود.

بعدها در طول جنگ، او جانشین جلیکو به عنوان فرمانده کل ناوگان بزرگ شد و در این سمت، تسلیم ناوگان دریای آزاد آلمان را در پایان جنگ دریافت کرد. سپس او برای بار دوم راه جلیکو را دنبال کرد و به عنوان لرد اول دریا خدمت کرد - سمتی که بیتی مدت طولانی‌تری (۷ سال و ۹ ماه) نسبت به هر لرد اول دریایی دیگری در اختیار داشت.  او در مقام لرد اول دریا، در مذاکره برای پیمان دریایی واشنگتن در سال ۱۹۲۲ مشارکت داشت. در این پیمان توافق شد که ایالات متحده، بریتانیا و ژاپن نیروی دریایی خود را با نسبت ۵:۵:۳ تنظیم کنند و فرانسه و ایتالیا ناوگان‌هایی با نسبت کوچکتر ۱.۷۵ هر کدام را حفظ کنند.